# Stenobracon rufus
Stenobracon rufus är en stekelart som först beskrevs av Szepligeti 1904.  Stenobracon rufus ingår i släktet Stenobracon och familjen bracksteklar. Inga underarter finns listade i Catalogue of Life.